# Ágila I
Ágila (Agil ou Akhila) foi rei dos Visigodos de Toledo entre 549 e 554.
Durante o seu reinado, em 551, Atanagildo, um seu rival ao trono, conseguiu que Justiniano I, o imperador do Oriente, enviasse um exército romano da Gália para o sul da Hispânia, a actual Andaluzia.
Em 554 os exércitos de Justiniano tomaram a Andaluzia e entraram em Granada, tendo sido recebidos entusiasticamente pela população hispano-romana. O governo dos Visigodos na Hispânia era ainda muito impopular junto da população autóctone, e a lealdade desta dirigia-se mais para o Império Romano que para os reis visigidos, apesar do desaparecimento do Império Romano do Ocidente.
Ágila morreu assassinado durante a guerra contra os Bizantinos, na região de Sevilha. Atanagildo tornou-se então rei dos Visigodos.